# Cantone di El Guabo
Il cantone di El Guabo è un cantone dell'Ecuador che si trova nella provincia di El Oro.
Il capoluogo del cantone è El Guabo.